# Torleiv Orhaug
Torleiv Aage Orhaug, född 29 mars 1929 i Lebesby i Finnmark fylke, Norge, död 10 februari 2001 i Valla församling i Västra Götalands län, var en svensk försvarsforskare.

## Biografi
Orhaug avlade civilingenjörsexamen vid Chalmers tekniska högskola 1954, där han också avlade teknologie licentiat-examen i elektronik 1959 och teknologie doktor-examen 1965. Han blev docent vid Chalmers tekniska högskola 1965. Åren 1966–1994 tjänstgjorde han vid Försvarets forskningsanstalt (FOA): som laborator 1966–1969 och som forskningschef inom bildanalysområdet 1969–1994. Han var dessutom adjungerad professor vid Tekniska högskolan i Stockholm 1973–1979.
Torleiv Orhaug invaldes 1996 som ledamot av Kungliga Krigsvetenskapsakademien.
I en nekrolog slås fast att Orhaug var en av de ledande forskarna i Sverige inom sitt område. Dessutom berättas: ”Hans stora insats ligger inom området radioastronomi och digital bildbehandling. Inspirerad av sin nyfikenhet på det nya området startade han vid FOA verksamheten inom holografi och bildade kort därpå en forskningsgrupp, som 1968 började att digitalisera bilder. När satellitbilder blev tillgängliga civilt bidrog han till att inleda den svenska analysverksamheten. Han kom sålunda att tillhöra dem som byggde upp forskningsområdet och därmed gjorde FOA till en ledande institution i landet inom detta område. I ett stort antal publikationer samt svenska och internationella tidskrifter har han utrett frågor rörande atmosfäriska radiosignaler.”
Vidare berättas i nekrologen: ”Särskilt under senare år gav sig Torleiv Orhaug in i tillämpningar av olika slag som skogsinventering från satellit, bildbehandling, satellitövervakning och verifieringsfrågor, bland annat i Förenta Nationernas regi. Han medverkade i ett flertal offentliga utredningar. En avgörande insats gjorde han som ledamot av den svenska förhandlingsdelegationen vid förhandlingarna om Open Skies i Wien 1991–1992. Det har omvittnats hur Torleiv Orhaug lågmält men med överlägsna kunskaper i optik löste en besvärande låsning mellan stormaktsblocken, som i mycket hade orsakats av missförstånd och språkförbistring.”
Hans kontakter med det internationella forskarsamhället och med International Association for Pattern Recognition (IAPR) gjorde att han tog initiativ till grundandet av Svenska sällskapet för automatiserad bildanalys (SSAB), för vilket han var ordförande 1976–1980. År 1982 tilldelades han silvermedalj av SSAB och 1991 erhöll han belöning för forskning och studier i fjärranalys, bildbehandling och satellitanvändning av Kungliga Krigsvetenskapsakademien och Lars och Astrid Albergers fond för stödjandet av Sveriges försvar.